# Új-Barcelona
Új-Barcelona (Nova Barcelona) egy, a Habsburg Birodalom által 1735 és 1738 között létrehozni próbált kolónia volt Nagybecskerek mellett, ahol a spanyol örökösödési háború menekültjeinek letelepítésére tettek kísérletet a visszafoglalt Temesi Bánságban. A próbálkozás végül több okból kudarcba fulladt.

## Történelem

### Előzmények
A Habsburg II. Károly spanyol király halála után kitört a spanyol örökösödési háború, amelyben rokona, VI. Károly császár – III. Károly néven magyar király – vereséget szenvedett, és a rastatti békében le kellett mondania Spanyolországról. A Bourbonok bosszúja elől spanyolországi (zömmel katalán) hívei – mintegy 25-30 ezer ember, többségükben katonák, hivatalnokok és nemesek – száműzetésbe vonultak, főképp Bécsbe. A császári udvar számára egyre nagyobb tehertételt jelentett a szegényebb menekültek, köztük a veterán katonák segélyezése, ezért felmerült a terv, hogy a Magyar Királyság töröktől visszafoglalt, elnéptelenedett vidékein telepítsék le őket. Erre vonatkozik Josef Plantí kéziratban fennmaradt utópiája is, ő új hazát, egy ideális várost remélt létrehozni magyar földön.

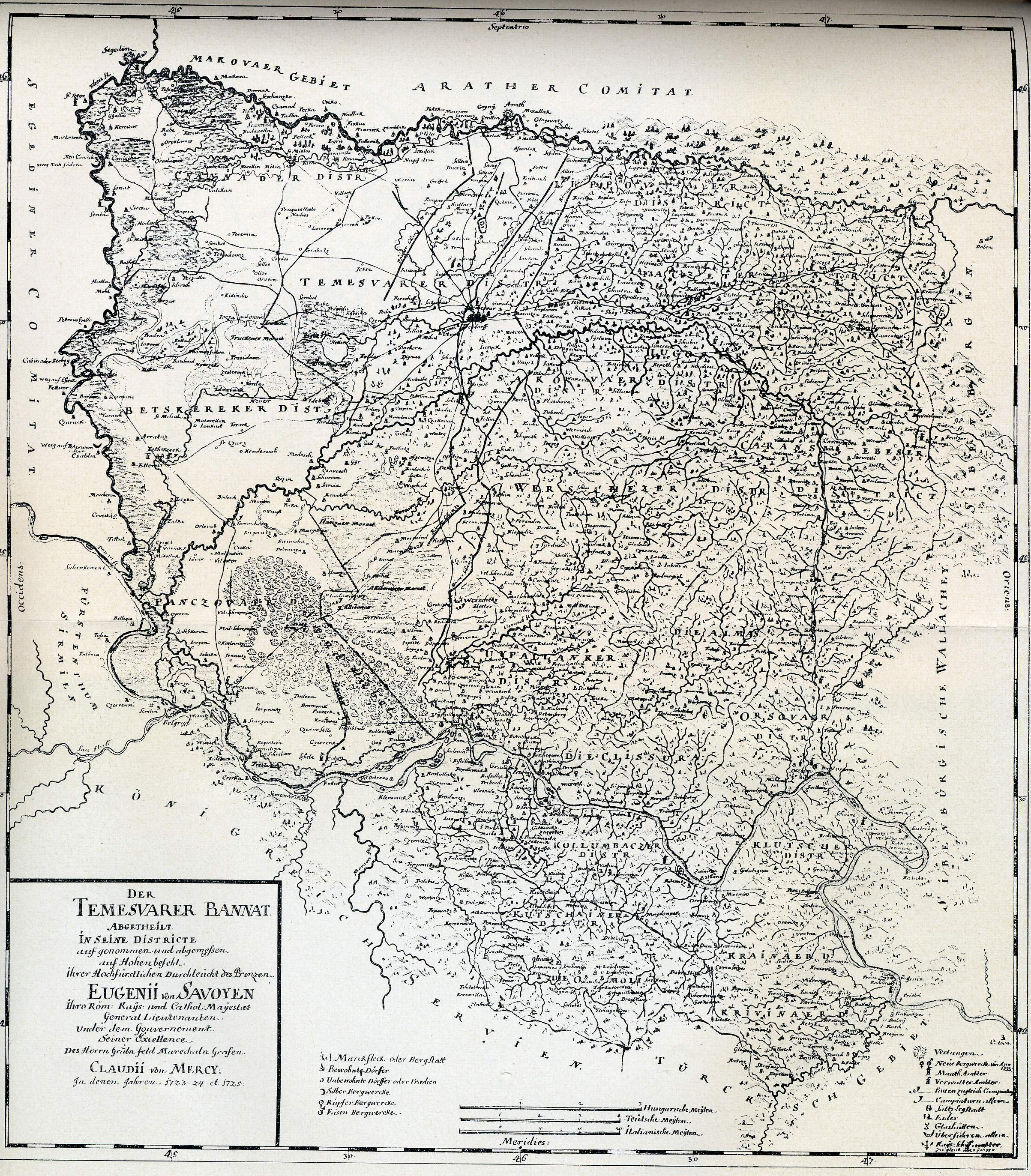
A Temesi Bánság térképe

A lengyel örökösödési háborúból vesztesen kikerülve Károly Nápolyt és Szicíliát is elveszítette, így 1734–1735-ben ismét nagyszámú spanyol, katalán és olasz száműzött érkezett Bécsbe és a Magyar Királyságba. A letelepítésükre a császári udvar a Temesi Bánságot jelölte ki, ahol eddigre a németek betelepítése már előrehaladt. A Spanyol Tanács egy 1734. nyári ülésén már konkrét terveket vitatott meg; a végső döntést egy október 4-i értekezleten hozták meg.

### A kolónia létrehozása
Az első családok 1735 november–decemberében érkeztek a Bánságba, hogy a tervek szerint Carlobagen vagy Carlagaaben néven kolóniát létesítsenek. A fennmaradt listák alapján összesen 852 telepes ismert, többségük katalán, de voltak köztük olaszok is. Bár elsősorban a szegényeket kívánták letelepíteni, arisztokraták, katonatisztek, hivatalnokok is voltak közöttük. Az átlagéletkor meglehetősen magas volt, a többség 40 év feletti, de jelentős számban voltak 50 év felettiek is. Sok volt köztük az özvegy, árva, munkaképtelen. A 250 gyermek többsége már a száműzetésben született. Először több településen – Pancsován, Versecen és még legalább öt másik helységben – osztották szét őket.
Végül 1737 februárjában Nagybecskerek közelében, a Béga túlpartján, a mai Dolja városrész helyén jelölték ki gróf Johann Andreas Hamilton ezredes, a Temesi Bánság kormányzója jóváhagyásával Új-Barcelona helyét, melyet az ellenállást szimbolizáló Barcelonáról neveztek el. A városrendezési terveket egy hadmérnök készítette, a katalán telepesekkel egyeztetve a házak méretét, a szobák számát és a kertek elrendezését, és Bécsben hagyták jóvá. Az építkezések 1737 augusztusában kezdődtek. A német telepesek, szerbek és románok mellett többséget alkotó katalánok ültettek először eperfákat, és selyemkészítésbe fogtak.
A telepesek azonban kevésbé voltak alkalmasak a feladatra: többségük korábban városi lakosként nem értett a mezőgazdasághoz, idős vagy beteg volt. Már ugyanezen év nyarán megkezdődött a visszatelepülés, egy évre rá pedig 263-an már újra Bécsben éltek. A település létrehozásáról szóló terveknek végül az 1738–1739-ben kiújuló török háború vetett véget; emellett a térséget 1738-ban elérte a pestisjárvány is, amit 1739-re csak néhány család és mintegy 50 árva élt túl, akik 1740-ben hagyták el végleg a települést.

### Következmények
Az 1740-es években a száműzöttek közül Bécsen kívül sokan Pesten, Budán és más magyar városokban éltek – Magyarországon összesen 409-üket regisztrálták. Károly halála után utódja, Mária Terézia 1742-től már inkább a hazatérésüket ösztönözte. Az itt maradók idővel beolvadtak a többségi társadalomba.
A felhagyott telepet 1744-ben már jobbágyok foglalták el. A település nyomait – a felépült házakat és a történeti dokumentumokat is – a Nagybecskereket 1808-ban sújtó tűzvész pusztította el.